# Peromyscus levipes
Peromyscus levipes är en däggdjursart som beskrevs av Clinton Hart Merriam 1898. Peromyscus levipes ingår i släktet hjortråttor och familjen hamsterartade gnagare. IUCN kategoriserar arten globalt som livskraftig. Inga underarter finns listade i Catalogue of Life.
Arten blir 9,3 till 10,8 cm lång (huvud och bål), har en 9,1 till 11,4 cm lång svans och väger 18 till 28 g. Bakfötterna är 2,1 till 2,4 cm långa och öronen är 1,8 till 2,3 cm stora. Pälsen på ovansidan bildas av rosabruna och svarta hår. De svarta håren saknas på kroppens sidor och undersidan är täckt av vit päls. I bergstrakter är ovansidan nästan svartbrun. Huvudet kännetecknas av stora öron med några hår samt av en smal mörk ring kring ögonen. Svansen är uppdelad i en mörk ovansida och en ljus undersida. Det förekommer en liten tofs vid svansens spets.
Denna gnagare förekommer i centrala Mexiko. Den vistas i bergstrakter mellan 690 och 3100 meter över havet. Habitatet utgörs av barrskogar, blandskogar, galleriskogar och andra trädgrupper.
Individerna är aktiva på natten och de äter främst frön, spannmål, frukter och ryggradslösa djur. Under våren har de ibland ett mindre ryggradsdjur som byte. Peromyscus levipes bygger bon av växtdelar och av varierande bråte som placeras i jordhålor mellan växternas rötter, i bergssprickor eller i trädens håligheter. Fortplantningen sker allmänt mellan maj och november. Honan föder 1 till 6 ungar per kull, oftast 4.